# Marbre vert de mer
Le marbre vert de mer ou vert de Gênes est un type de marbre à base de serpentine, fort tendre, d'une couleur verte assez obscure, tachetée de différentes couleurs, qui doit son nom aux formes de ses veines rappelant les vagues de la mer (Littré)..
Son coût élevé fut à l'origine de nombreuses imitations (« faux marbre imitation vert de mer »), à un point tel que, de nos jours, le nom désigne le plus souvent son imitation. Les principales carrières d'exploitations, situées dans la région de Gênes et des Alpes sont aujourd'hui abandonnées.  

## Composition
Le marbre vert de mer est une ophicalce renue, réticuleuse et veinée. Comme tous les marbres, il est issu du métamorphisme d'un calcaire affecté par des processus hydrothermaux et mantellique engendrant la cristallisation de serpentine (veines vertes), et de talc (veines blanches) et flaqué de rouge, appelé aussi Verde Polcevera  ou polzeverra, du nom de Val Polcevera - vert de Suze: beaucoup de blanc, Verde Alpi, ou Vert d’Égypte (sans plaques rouges) car employé en France après le retour d'Égypte de Napoléon Bonaparte.

## Exploitation et utilisation
Son poli est terne et il est peu apte à un emploi extérieur. Extrait principalement dans la région du Nord de Gênes depuis le XVIe siècle,  (d'où son autre nom « vert de Gênes ») il servait à faire des ouvrages d'ornements, vases et colonnes, pendules.
Les fenêtres du Château de Versailles et les panneaux du Pont de la Concorde sont faits en Vert de Mer ainsi que des piliers de l'église Saint-Sulpice et les colonnes de la cathédrale de Florence.  
On le trouvait autrefois en Égypte où il était exploité depuis l'Antiquité  et de nos jours dans les Alpes, et son imitation très en vogue eu XIXe siècle, sous Napoléon Ier, où il servait de décoration pour les devantures des pâtisseries (Faux-Marbre vert de mer, ou marbre en trompe-l'œil) Ce marbre était connu par exemple sous le nom de Vert Maurin : L'escalier de l'Opéra Garnier et le Tombeau de Napoléon.

## Datation
Les gisements alpins de vert de mer daterait du Paléozoïque supérieur fossilifère, allant du Dévonien ou du Silurien[réf. nécessaire].

## Gisements
Vert de Mer : Alpes, Pyrénées, Apennins.
Carrières de Vert de Gênes :
- Passo della Bocchetta[4] ;
- Voltaggio[5] ;
- Pietra Lavezzara[6].

Ce marbre appartient à l’unité tectonique de Monte Figogna, qui forme à peu près la limite entre Alpes et Apennins. Il reste quatre carrières abandonnées, la première à l’entrée du village, la seconde, au NE, la troisième et la plus grande, est située dans les pentes au N de Pietralavezzara, la quatrième, est située au-delà du col de la Bocchetta.